# Rudniki (obwód tarnopolski)
Rudniki (ukr. Рудники) – wieś na Ukrainie, w obwodzie tarnopolskim, w rejonie tarnopolskim.
Do 2020 w rejonie podhajeckim.